# Suenaga Masao
Suenaga Masao (japanisch 末永 雅雄; geboren 23. Juni 1897 in der Präfektur Osaka; gestorben 7. Mai 1991) war ein japanischer Archäologe.

## Leben und Wirken
Suenaga Masao studierte ab 1926 Archäologie und alte Geschichte unter Hamada Kōsaku  an der Universität Kyōto. Von 1938 bis 1980 war er Direktor des Archäologischen Forschungsinstituts der Präfektur Nara in Kashihara und spielte eine bedeutende Rolle bei den Ausgrabungen in der Präfektur. So nahm er an über 200 Ausgrabungen teil, darunter an der Ausgrabung des Ishibutai-Grabs aus dem 7. Jahrhundert und an der Ausgrabung der Karako-Gegend (唐古遺跡, Karako iseki) aus der Yayoi-Zeit.
Zu seine Veröffentlichungen gehören „Rüstungen im alten Japan“ (日本上代の甲冑, Nihon jōdai no katchū) aus dem Jahr 1936, „Japanische Hügelgräber“ (日本の古墳, Nihon no kofun), 1961, und „Luftaufnahmen von Hügelgräbern“ (古墳の航空大観), 1975, 3 Bände.
1936 erhielt Suenaga den Gelehrten-Preis der Akademie der Wissenschaften (日本学士院賞, Gakushiin-shō). 1973 wurde Suenaga mit dem Asahi-Preis ausgezeichnet. 1980 wurde er als Person mit besonderen kulturellen Verdiensten geehrt und 1988 mit dem Kulturorden ausgezeichnet.
In der Stadt Ōsakasayama befindet sich ein Archäologisches Museum (大阪狭山市立郷土資料館, Ōsakasayama shiritsu kyōdo shiryōkan), in dem auf Suenagas Wirken hingewiesen wird und auf dessen Gelände er mit einer Büste geehrt wird.